# アーサー・カミング
アーサー・カミング（Arthur Warren J. Cumming、1889年5月8日 - 1914年5月9日）は、イギリス出身の男性フィギュアスケート選手。1908年ロンドンオリンピック男子スペシャルフィギュア銀メダリスト。

## 経歴
- 1908年ロンドンオリンピックの男子スペシャルフィギュアに出場し銀メダルを獲得。
- 1912年世界フィギュアスケート選手権男子シングルに出場し5位、ペアではカドガン夫人と組み7位。
- 1913年世界フィギュアスケート選手権にはペアのみの出場。再びカドガン夫人と組むが7位。
- 1914年死去。

## 主な戦績

### シングル
| 大会/年      | 1908-09 | 1911-12 |
| ------------ | ------- | ------- |
| オリンピック | 2       |         |
| 世界選手権   |         | 5       |

- オリンピックの戦績はスペシャルフィギュア競技。

### ペア
| 大会/年    | 1911-12 | 1912-13 |
| ---------- | ------- | ------- |
| 世界選手権 | 7       | 7       |